# Сокасти (Јужна Каролина)
Сокасти (енгл. Socastee) насељено је место без административног статуса у америчкој савезној држави Јужна Каролина.

## Демографија
По попису из 2010. године број становника је 19.952, што је 5.657 (39,6%) становника више него 2000. године.
| Група             | 2000.          | 2010.          |
| Белци             | 12.096 (84,6%) | 15.399 (77,2%) |
| Афроамериканци    | 1.002 (7,0%)   | 1.525 (7,6%)   |
| Азијати           | 300 (2,1%)     | 362 (1,8%)     |
| Хиспаноамериканци | 666 (4,7%)     | 2.149 (10,8%)  |
| Укупно            | 14.295         | 19.952         |